# كيرا سيدقويك
كيرا سيدقويك (بالإنجليزية: Kyra Sedgwick)‏ مواليد 19 أغسطس 1965 في نيويورك، نيويورك، الولايات المتحدة، هي ممثلة ومنتجة أمريكية بدأت مسيرتها الفنية عام 1982. كما أنها من الفائزات بجائزة إيمي و‌جائزة غولدن غلوب. درست في جامعة كاليفورنيا الجنوبية.

## الأعمال
- ولد في الرابع من يوليو
- آلام المخاض
- باتمان:لغز المرأة الوطواط
- خطة اللعب
- رجل على حافة
- اقتل أعزائك
- قصص مدهشة
- آلي مكبيل

## وصلات خارجية
- كيرا سيدقويك على موقع IMDb (الإنجليزية)
- كيرا سيدقويك على موقع ميتاكريتيك (الإنجليزية)
- كيرا سيدقويك على موقع روتن توميتوز (الإنجليزية)
- كيرا سيدقويك على موقع قاعدة بيانات الأفلام العربية
- كيرا سيدقويك على موقع ألو سيني (الفرنسية)
- كيرا سيدقويك على موقع ميوزك برينز (الإنجليزية)
- كيرا سيدقويك على موقع تيرنر كلاسيك موفيز (الإنجليزية)
- كيرا سيدقويك على موقع أول موفي (الإنجليزية)
- كيرا سيدقويك على موقع قاعدة بيانات برودواي على الإنترنت (الإنجليزية)
- كيرا سيدقويك على موقع قاعدة بيانات الأفلام السويدية (السويدية)

- Kyra Sedgwick at تي في تروبس  [لغات أخرى]‏